# La Jard
La Jard là một xã trong tỉnh Charente-Maritime trong vùng Nouvelle-Aquitaine tây nam nước Pháp. Xã này nằm ở khu vực có độ cao trung bình 40 mét trên mực nước biển.

## Geography
The river Seugne forms most of the commune's northeastern border.